# Fancy Gap
Fancy Gap est une census-designated place située dans le comté de Carroll, dans l’État de Virginie, aux États-Unis. Lors du recensement de 2020, elle comptait 214 habitants.